# Leader (film)
Pour les articles homonymes, voir Leader.
Pour plus de détails, voir Fiche technique et Distribution.
Leader (en singhalais : ලීඩර්) est un film d'action réalisé par Ranjan Ramanayake (en) et sorti en 2009. Il s'agit du 3e film du réalisateur.
L'actrice hindi Adeen Khan joue le rôle principal. Robin Fernando (en), Anusha Damayanti (en), Anton Jude et Janesh Silva y jouent également.

## Distribution
- Ranjan Ramanayake (en) : Leader[2]
- Adeen Khan : Pooja
- Rangana Premaratne (en) : Marcus Bandaranaike
- Robin Fernando (en)
- Jeevan Sandunnetti : Ismail
- Anusha Damayanthi (en)
- Ronnie Lichy
- Lois Kinsley
- D.B. Gangodathenna (en)
- Saman Almeida
- Canons Chandrasiri
- Sandun Wijesiri : Kadiragamar
- Chatura Perera
- Lal Kumar
- Aryasena Gamage
- Janesh Silva
- Babu Antony (en) : Raghuvaran
- Darshan Madhusanka